# 河内藤園

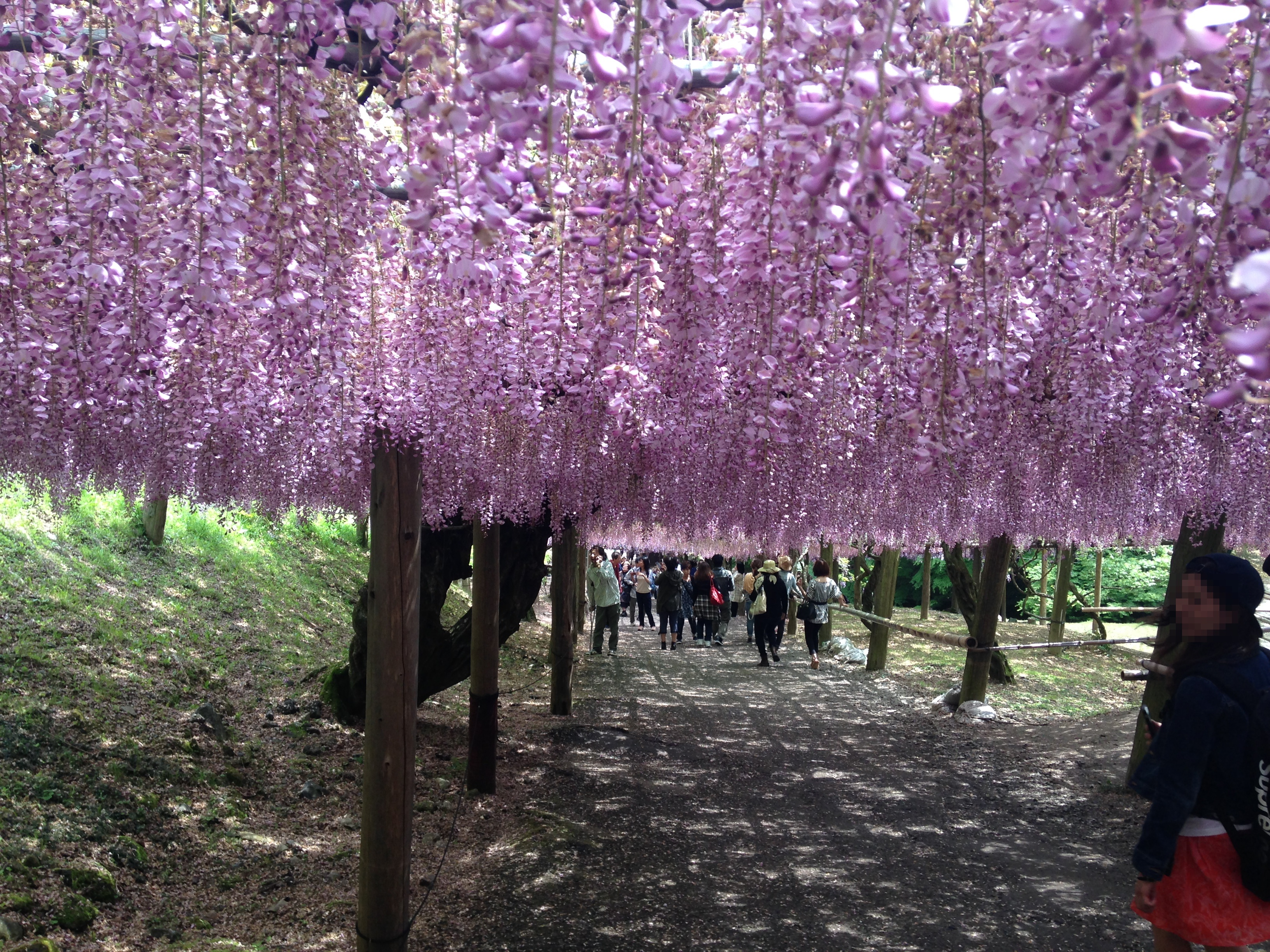
大藤棚

河内藤園（かわちふじえん）は福岡県北九州市八幡東区にある私営の藤園である。

## 概要
敷地面積3000坪の広さがあり、春の藤と秋の紅葉の時期のみ入園できる。藤棚は長さ80ｍと110ｍの藤のトンネル、藤のドーム、藤棚、大藤棚があり花下面積は1850坪になる。
周りには約700本の紅葉の木がありその中には樹齢70-80年の木が18本ある。
1977年（昭和52年）4月に樋口正男が初回開園する。

## 藤の種類
野田長藤、口紅藤、赤紫藤、青紫藤、紅藤、白藤、八重藤、長藤、中藤、短藤など全22種類の藤があり、大藤棚には樹齢100年を超えるものがある。藤以外にも躑躅（つつじ）がある。

## 開園期間
春は4月下旬から5月中旬の藤の開花時期に開園する。その年の藤の開花状況次第で開園期間は変動する。入園料は500円から1500円で、藤の開花状況により料金が変わる。藤の見頃の期間は当日券を発売せず、コンビニエンスストアのMMSまたは訪日外国人向け予約サイト「JAPANiCAN.com」で入園日時を指定したチケットを購入する必要がある。
秋は11月中旬から12月初旬の紅葉時期に開園するが、春と同じく紅葉の状況により開園期間が変動する。入園料は300円。

## 評価
多くの観光客が来ると藤を痛めるという理由でCM等の宣伝は一切しておらず、テレビや雑誌の取材も受け付けていない。この為情報は口コミしかなかったが、2012年に海外のインターネットサイトに「実在する世界の美しい場所10」「世界の絶景10」として掲載、TwitterやFacebookで高評され情報が広がった。

## ギャラリー

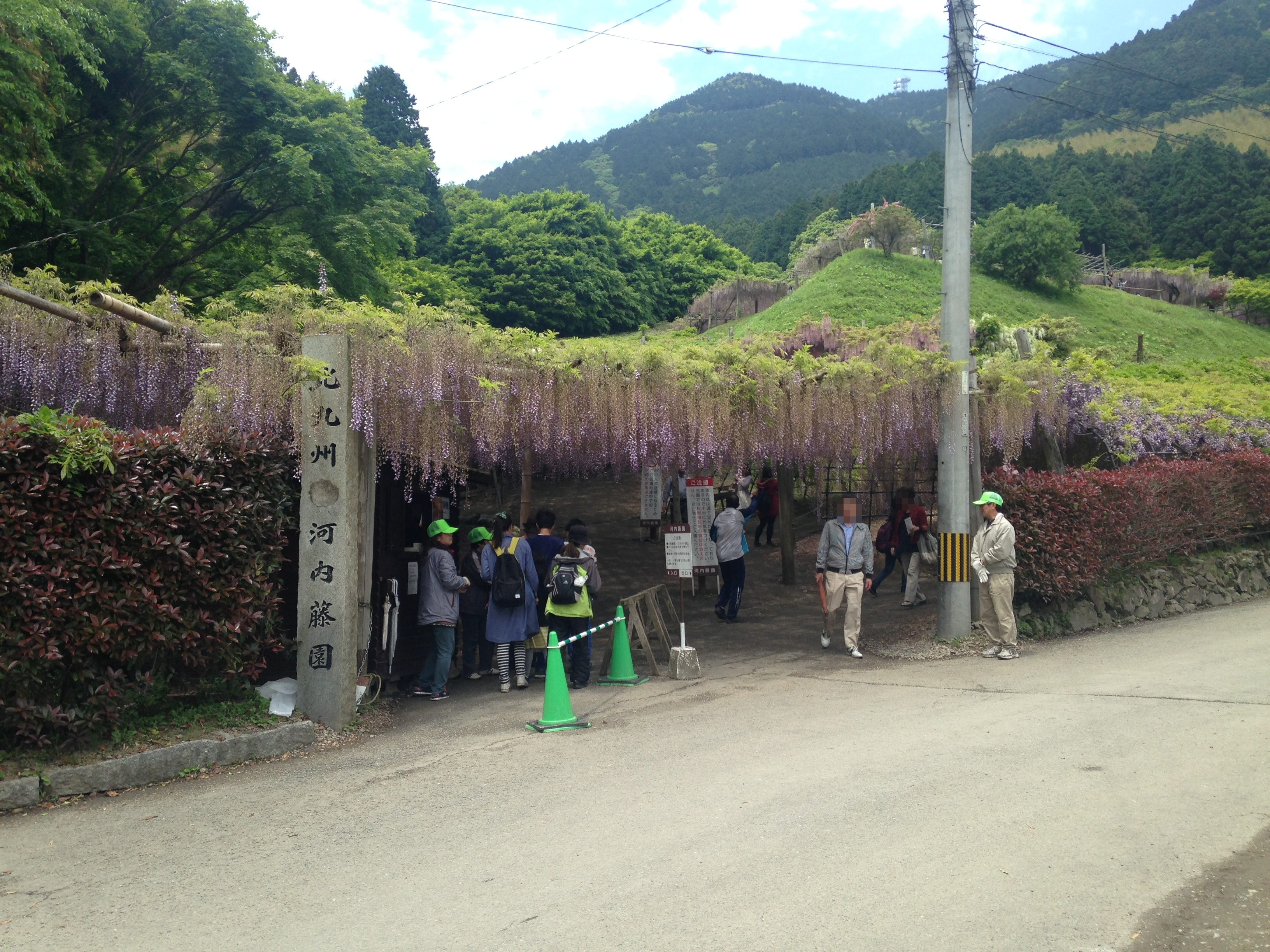
藤園の入口
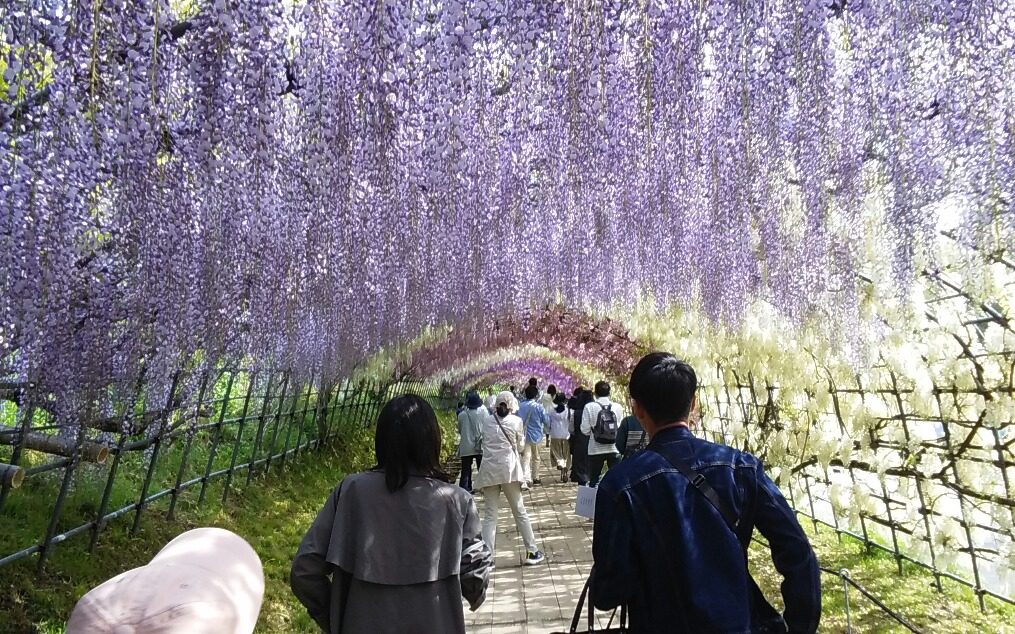
藤のトンネル
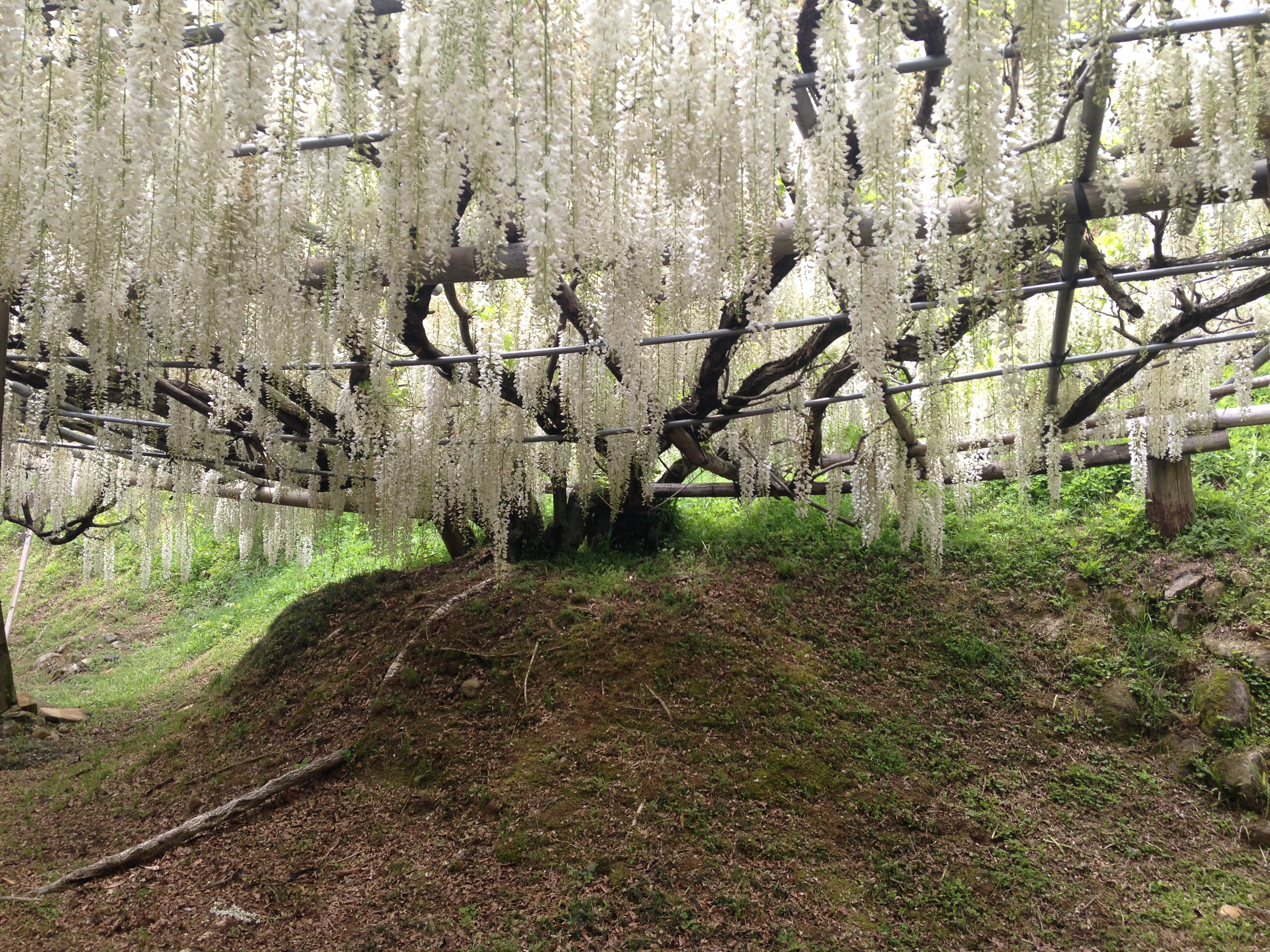
白藤
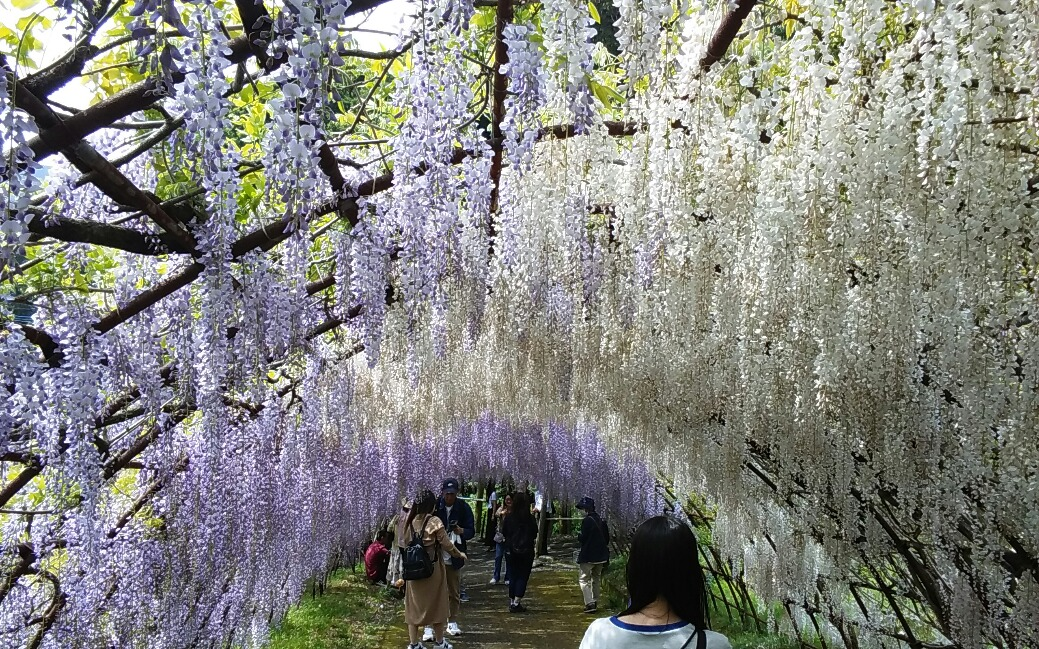
白い藤のトンネル
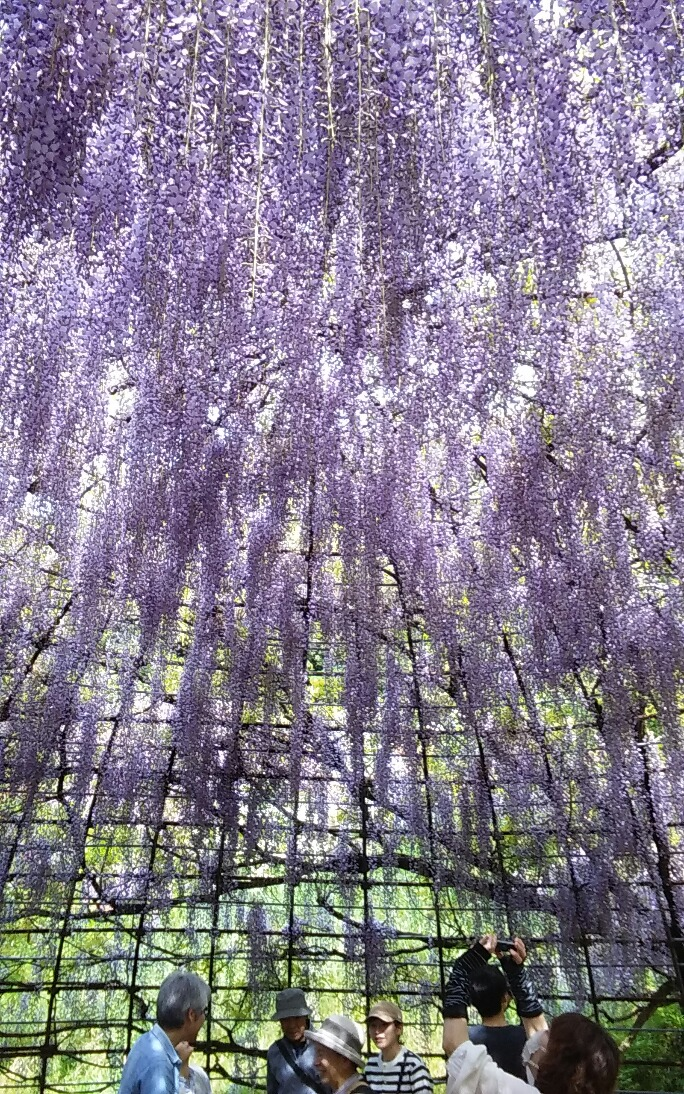
藤のドーム
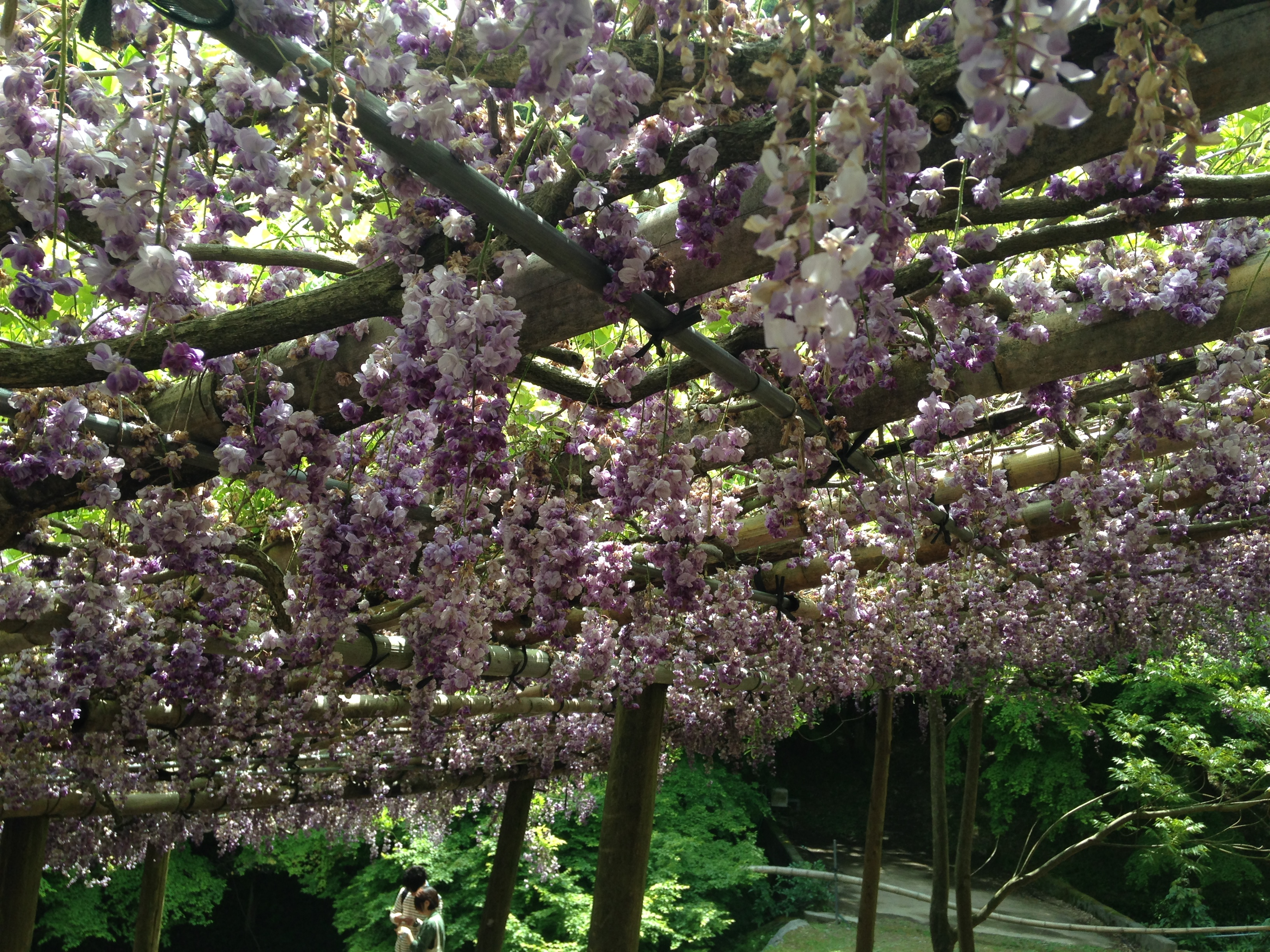
八重藤
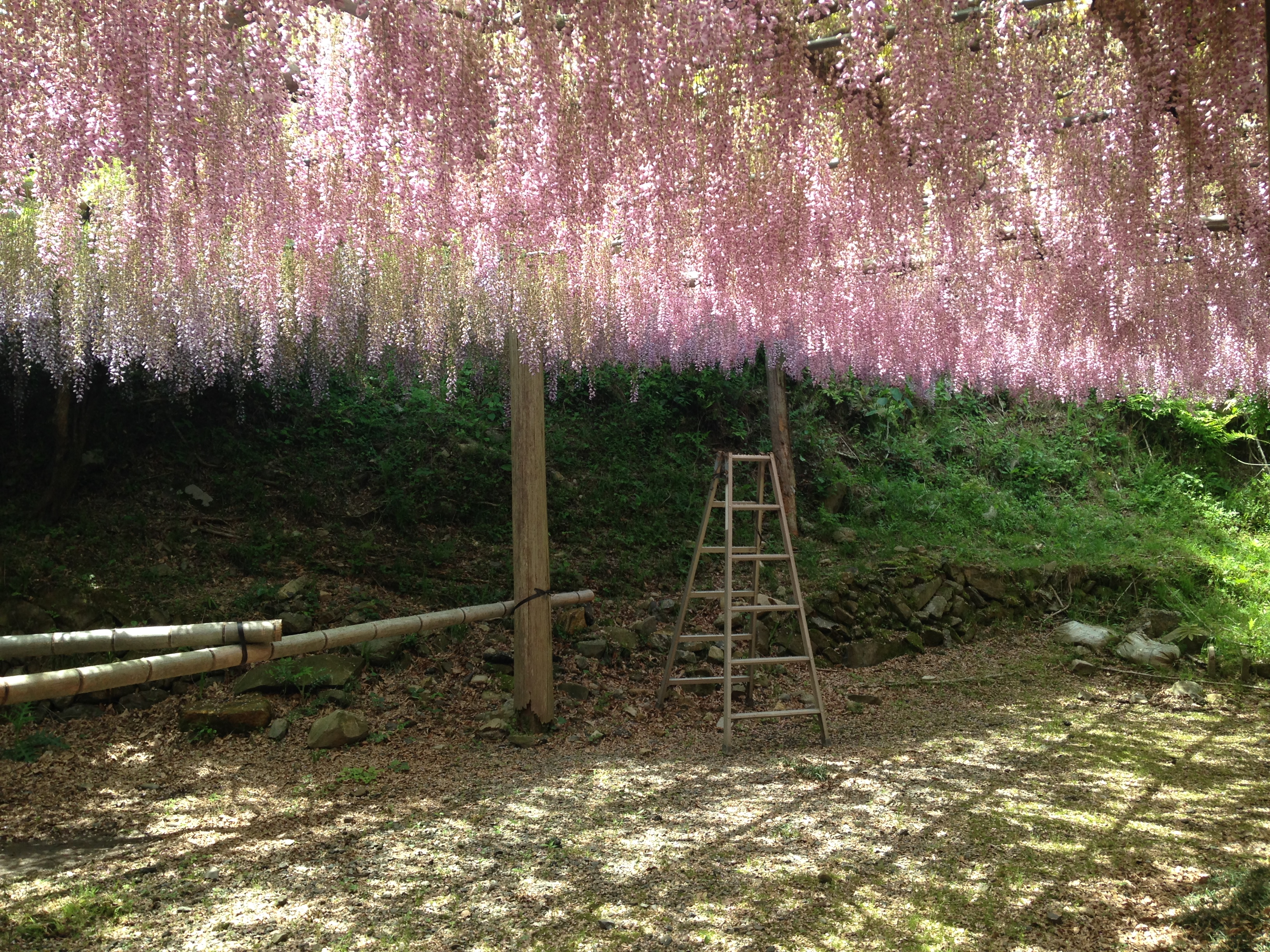
赤紫藤
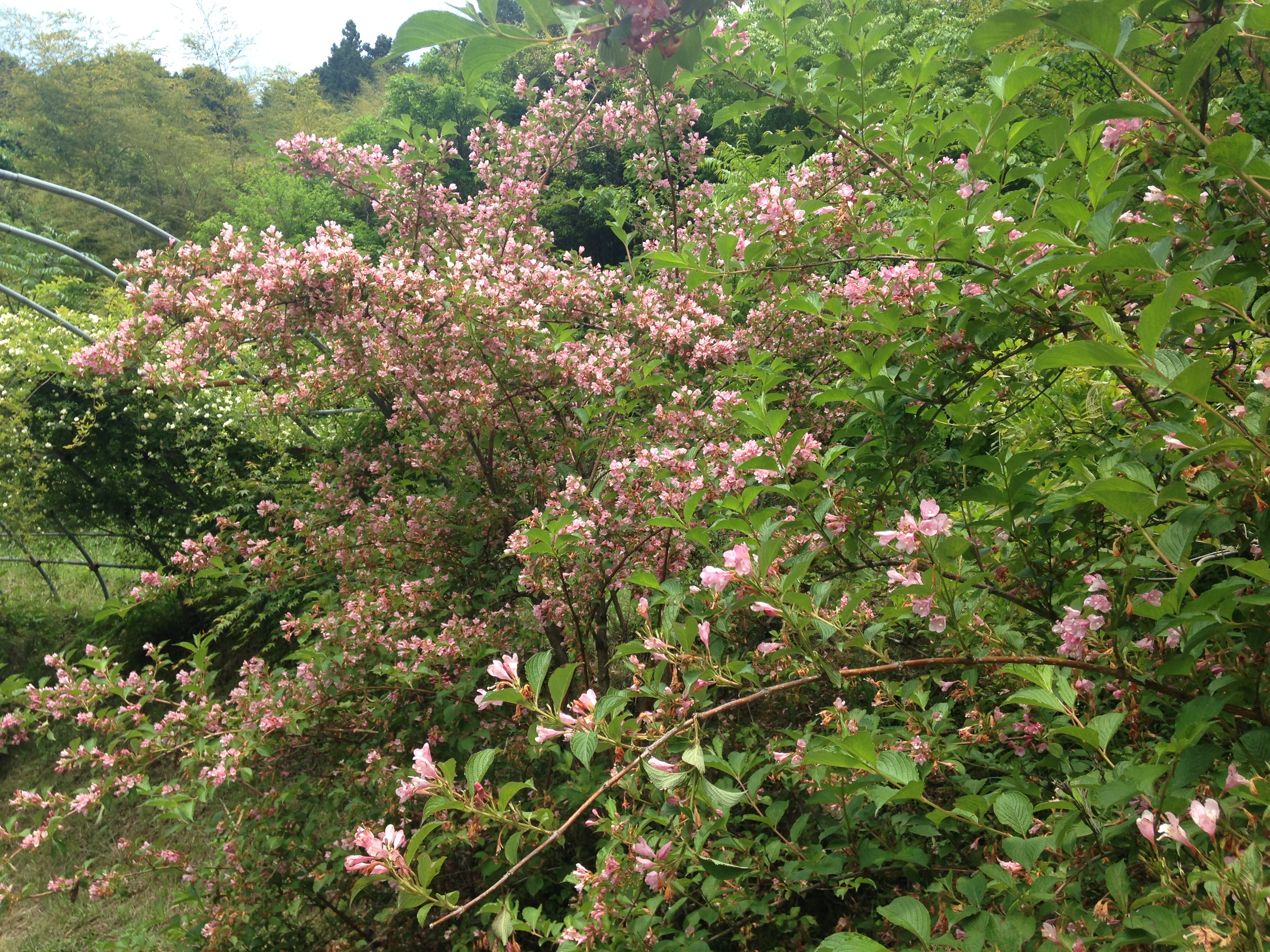
ウツギ
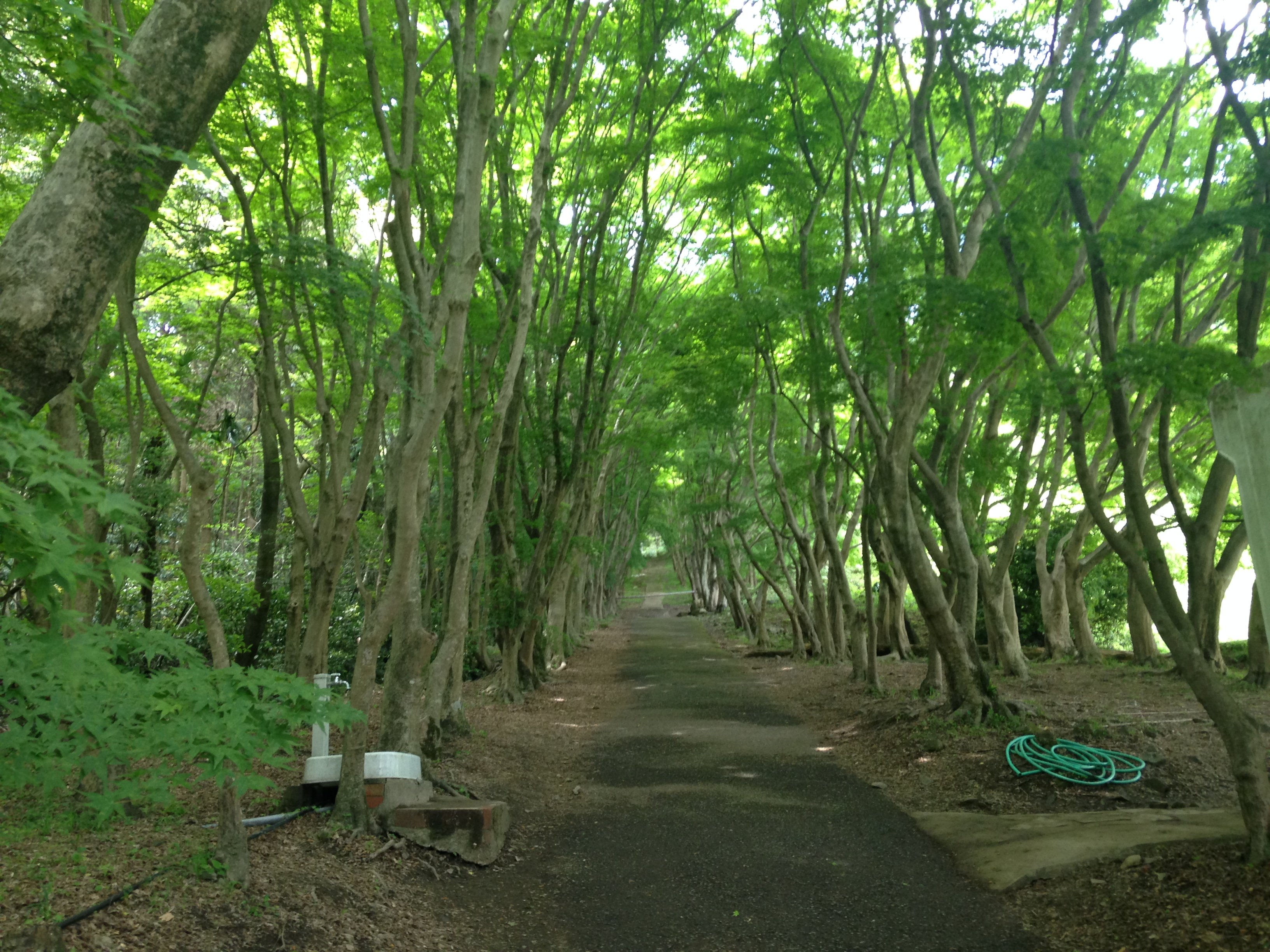
カエデ

## 交通アクセス
- 自家用車の場合北九州高速道路4号線の大谷出入口から福岡県道62号北九州小竹線などを経由し約20分（8,5km）。敷地内に200台の駐車場がある。
- JR九州鹿児島本線スペースワールド駅からタクシーで18分（9km）。なお、八幡駅からシャトルバスが運行される場合がある。